# Тик
Тик[джерело?], сіпання (від фр. tic) — нав'язливі мимовільні одноманітні скорочення певних м'язів або групи м'язів (наприклад обличчя, шиї, рук тощо). Є симптомом деяких хвороб.
Причиною тику можуть бути неврози, ураження центральної нервової системи, іноді воно виникає як наслідування (здебільшого у дітей).

## Лікування
Етіопатегенетична терапія передбачає лікування основного захворювання.
Як підтримувальна терапія: психотерапія, загальнозміцнювальні засоби, фізіотерапевтичне лікування.